# 모험왕 블링키
《모험왕 블링키》(영어: Blinky Bill the Movie)는 2015년 8월 21일 폴란드에서 최초 개봉한 오스트레일리아의 애니메이션, 모험, 가족 영화로, 도로시 월의 동화를 원작으로 한 작품이다. 디안 테일러가 감독을 맡았다.

## 줄거리
아빠처럼 용감한 탐험가가 되고 싶은 꼬마 코알라 ‘블링키’는 그린패치 동물마을을 도마뱀 왕국으로 만들겠다는 ‘크랭키’를 막기 위해 전설 속 ‘하얀 용의 바다’로 간 아빠를 찾아 모험을 떠난다. ‘블링키’는 혼자 떠난 여행길에서 바깥 세상보다 동물원이 더 좋은 코알라 ‘넛찌’, 소심한 겁쟁이 목도리 도마뱀 ‘잭코’와 만나 친구가 되는데…
친구가 된 셋은 과연 ‘하얀 용의 바다’를 건너 아빠를 무사히 찾아갈 수 있을까?

## 출연진

### 한국어 더빙
- 이선: 블링키
- 사문영: 넛찌
- 장민혁: 잭코
- 홍진욱: 고양이
- 이장원: 웜보
- 윤세웅: 크랭키
- 한복현: 스플라지
- 남도형: 우체부
- 석승훈: 호르헤
- 오인실: 베릴, 셰릴
- 박영재: 아빠
- 은정: 엄마

### 영어 더빙
주연
- 라이언 콴튼 - 블링키 역
- 토니 콜렛 - 베릴 / 셰릴 역
- 데이비드 웬햄 - 잭코 역
- 로빈 맥레비 - 넛찌 역

조연
- 데보라 메일맨 - 베티-블링키 엄마 역
- 리차드 록스버그 - 윌리엄-블링키 아빠 역
- 배리 험프리즈 - 웜보 역
- 루퍼스 스웰
- 배리 오토